# Wahlenbergia caryophylloides
Wahlenbergia caryophylloides är en klockväxtart som beskrevs av P.J.Sm. Wahlenbergia caryophylloides ingår i släktet Wahlenbergia och familjen klockväxter. Inga underarter finns listade i Catalogue of Life.